# Jonah Ranaivo
Jonah Ranaivo, né le 17 janvier 1908 à Vatomandry  et mort le 18 avril 1988 à Aulnay-sous-Bois (Seine-Saint-Denis), est un homme politique français.

## Mandats
- Député du Madagascar (1951-1955)